# Скиджоринг

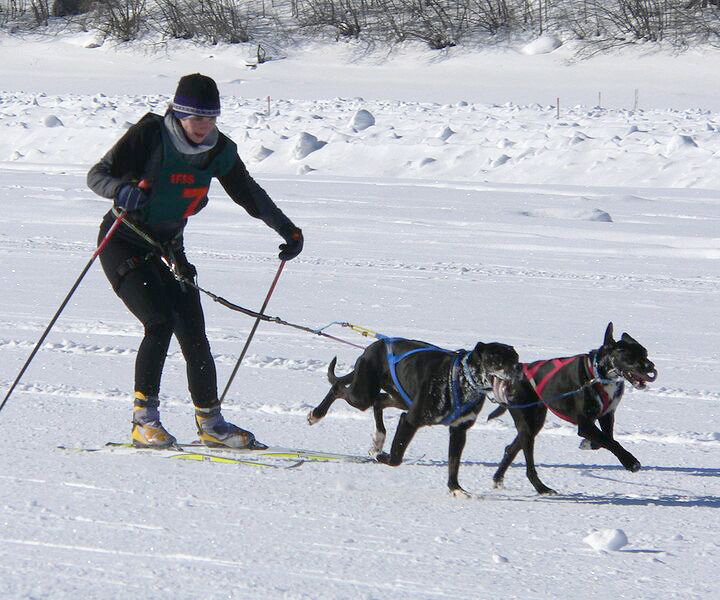
Скиджоринг с собакой

Скиджо́ринг (англ. skijoring от норвежского skikjoring «тянуть лыжи»), или ездовые лыжи, — одна из дисциплин ездового спорта, в котором лыжник-гонщик передвигается свободным стилем по лыжной дистанции вместе с одной или несколькими собаками. Скиджоринг может быть также с лошадью или за авто- или мототранспортом.
Спорт несколько раз описывался в прессе позднего СССР и ранней России под норвежским названием скийоринг, но прижилось американизованное скиджоринг.

## Скиджоринг с собакой
Скиджоринг с собакой (с собаками) — молодой и набирающий популярность зимний вид спорта.
Традиционный скиджоринг зародился в Норвегии. Его прародителем был способ передвижения под названием «Pulka». Пулка — небольшая нарта, которая впрягается между лыжником и собакой. Отсюда же произошёл и отдельный вид спорта — Скипуллинг.
Скиджоринг с собаками первоначально использовался для индивидуальной тренировки вожаков упряжек, а последнее время стал популярным отдельным классом. Совсем недавно скиджоринг впервые включен в Чемпионат Мира, который проходил на Аляске в Фэрбанксе. Дистанция в этом классе — до 12 км.
На российских официальных соревнованиях по скиджорингу длина дистанции колеблется от 3 до 15 километров. На стартах мирового уровня — от 5 до 20 км. Самая протяженная гонка — 160 км — проводится в Канаде, в штате Юкон. В то же время в России, в рамках благотворительной Многодневной этапной гонки на ездовых собаках «Северная Надежда», скиджеры проходят дистанцию 260 км, наравне с гонщиками на упряжках. Протяженность одного этапа в этой гонке достигает 65 км. В 2014 году впервые в России и в рамках «Северной Надежды» скиджеры прошли два этапа без возвращения на базу — ночной этап (65 км) и дневной (35 км) с ночным чекпойнтом между ними в лесу. Температура воздуха в период ночного чекпойнта составила минус 23 °C.
Самые массовые гонки прошли в 2011 году на озере Лоппет (Миннеаполис, США) — там собралось более 200 команд.
В Советском Союзе не было такого вида спорта, но была специальная дисциплина для служебных собак — буксировка лыжника. По буксировке лыжника проводились Чемпионаты СССР.
Первые соревнования по гонкам на собаках (на дистанции 1,5 км.) были проведены в 1989 году в Тимирязевском лесопарке. В отличие от буксировки здесь разрешалось помогать собаке лыжами и палками. Первые официальные гонки в виде СКИДЖОРИНГ прошли в Москве в парке Сокольники на дистанции 1,5 км в 1993 году. Сейчас в России официальные соревнования по скиджорингу в рамках требований IFSS (Международная федерация санно-собачьего спорта) проводит ВАЕС (Всероссийская Ассоциация Ездового Спорта). Результаты таких соревнований являются для Росспорта официальными для присуждения званий и титулов.
В США и Канаде существует своя федерация скиджоринга — ISDRA (Международная Ассоциация Гонок на Собаках), в Европе её заменяет ESDRA (Европейская Ассоциация Гонок на Собаках) и IFSS. Каждая из этих Федераций ежегодно проводит различные чемпионаты, а также собирается на заседания и ассамблеи.
Для управления собакой в скиджоринге используются только голосовые команды лыжника и не применяются орудия для погона и управления. Лыжник экипирован беговыми лыжами свободного стиля, палками и специальным поясом, к которому крепится амортизационный шнур (поезд, потяг) длиной 2,5 — 4 метра. Другой конец шнура пристегивается к шлейке собаки. Шлейка должна быть легкой, с мягкими прокладками на груди и плечах.

## Конный скиджоринг

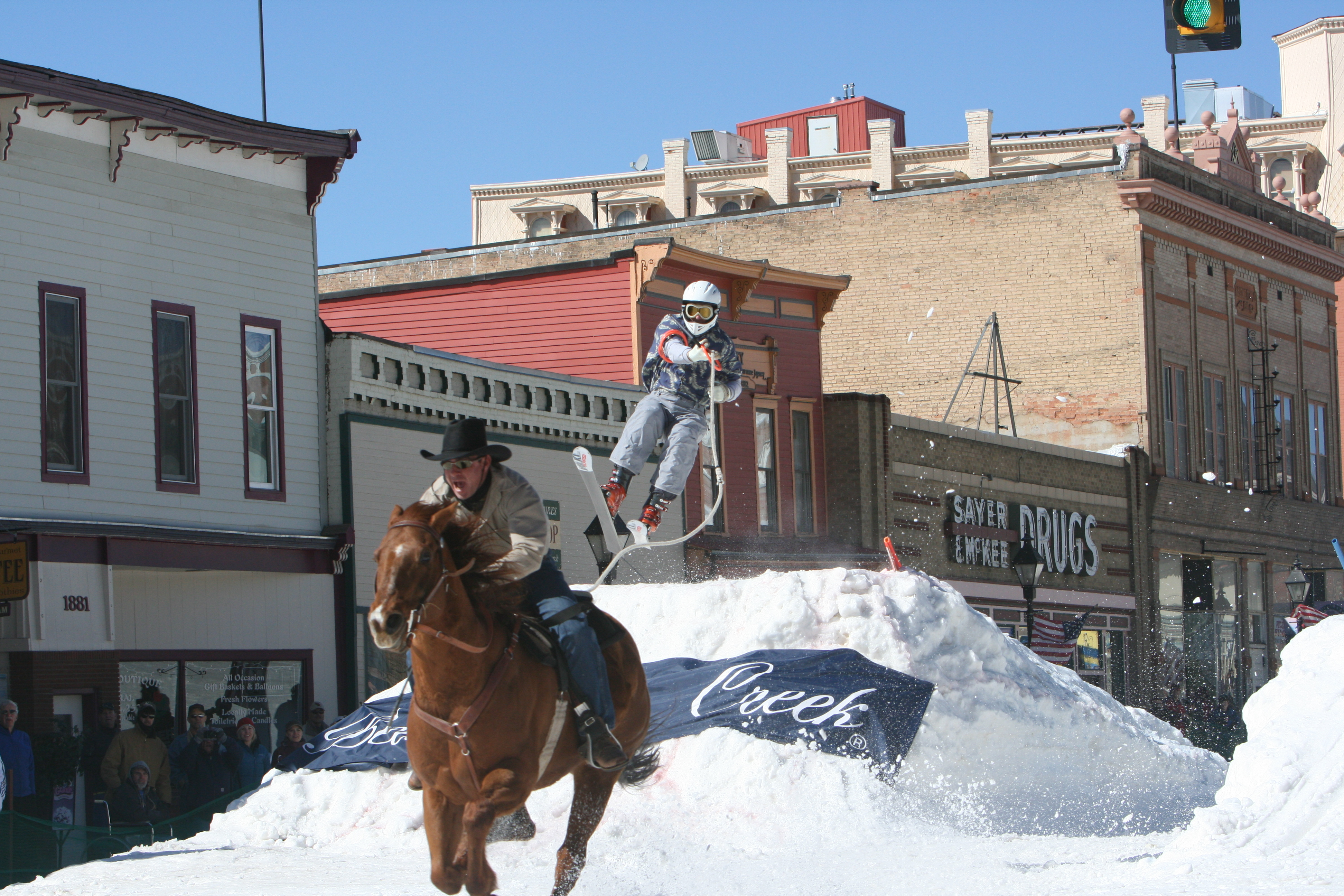
Конный скиджоринг. Штат Колорадо, США. 2009 год

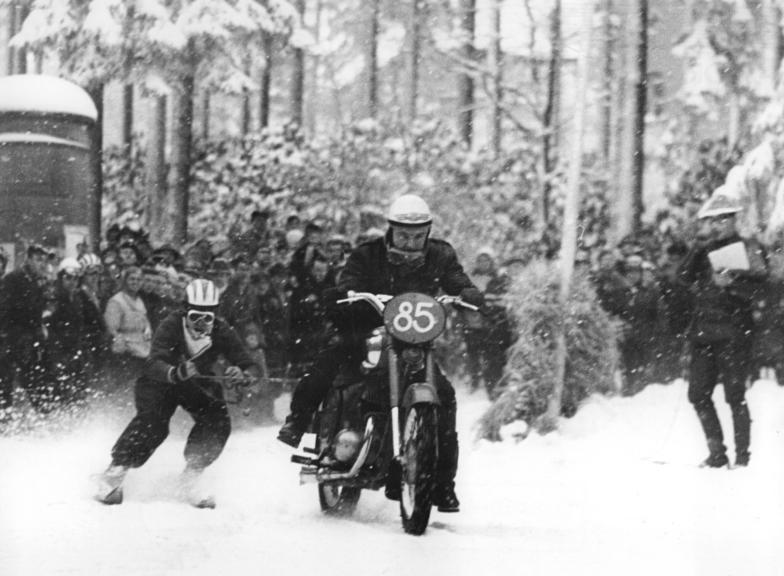
Мотоскиджоринг. Гонка в Германии. 1963 год

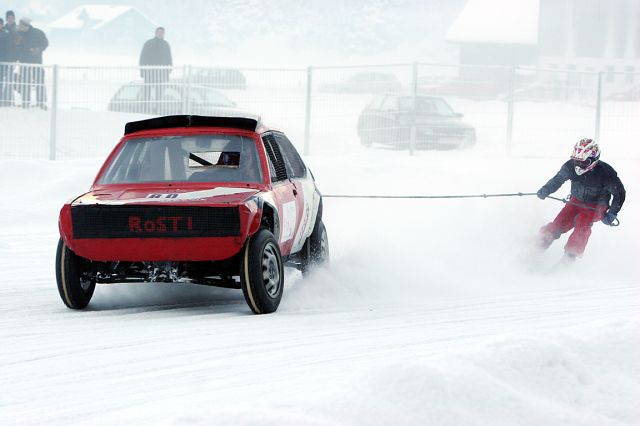
Автоскиджоринг. Австрия. 2006 год

Известен также конный скиджоринг. Данная разновидность скиджоринга считается гораздо более экстремальным видом зимнего спорта. Это буксировка лошадью лыжника, напоминающая водные лыжи. Существуют два вида скиджоринга: лошадь под всадником тянет за собой лыжника, либо сам лыжник управляет лошадью при помощи вожжей, без всадника. Во всех случаях лошади должны быть обучены чувствовать лыжника и сохранять спокойствие на соревнованиях.
Как правило, лыжник держится за один конец буксировочного фала, который другим концом привязан к седлу лошади. Фал должен быть достаточно длинным, чтобы у лыжника была возможность для манёвра. Вместо беговых лыж спортсменами применяются горные лыжи, а иногда сноуборд (сноубордджонинг).
Поначалу это был способ зимнего путешествия, а уж затем он стал соревновательной дисциплиной. Этот зимний вид спорта однажды демонстрировался в рамках Олимпийских игр 1928 года в Сент-Морице. Длина дистанции составляла 1900 м, участвовали 8 спортсменов. Все три первых места разыграли между собой спортсмены из Швейцарии.
В России скиджоринг больше ассоциируется с лыжами и собаками, и конный скиджоринг пока менее популярен, в отличие от Северной Америки и Скандинавии. На севере США и в Канаде по краям трассы для конного скиджоринга располагают различные препятствия: трамплины, слаломные «змейки» и т. п. — их необходимо преодолевать лыжнику. Во Франции популярна другая вариация скиджоринга: лошадь полностью управляется лыжником, без наездника.

## Моторизированный скиджоринг
Скиджоринг, по аналогии с конным, может происходить за снегоходом, мотоциклом или другим транспортным средством.